# Mislav Oršić
Mislav Oršić (Zagreb, 29. prosinca 1992.) hrvatski je nogometaš i reprezentativac koji igra na poziciji lijevog krila. Trenutačno igra za ciparski klub Pafos. 
Tijekom svoje omladinske karijere nastupao je za Trešnjevku, Kustošiju i Inter Zaprešić. Za potonji klub ostvario je 2009. seniorski debi. Kao igrač tog kluba, Oršić je postao najmlađi igrač koji je postigao hat-trick u 1. HNL. U Interu je ostao do 2013. kada prelazi u redove talijanskog drugoligaša Spezije za koju je igrao jednu sezonu. Potom postaje igrač Rijeke za koju nikada nije igrao, već je bio posuđen Celju i južnokorejskom Jeonnam Dragonsu koji ga i otkupljuje. Nakon godine i pol u Južnoj Koreji, Oršić je prešao u kineski Changchun Yatai. Poslije pola godine u Narodnoj Republici Kini, Oršić se u veljači 2017. vratio u Južnu Koreju te je postao igrač kluba Ulsan Hyundai. S tim je klubom osvojio kup ujedno i svoj prvi trofej. 
Krajem svibnja 2018. prešao je u Dinamo Zagreb. S 28 postignutih pogodaka, Oršić je uz Brunu Petkovića, ne samo Dinamov rekorder po broju postignutih golova u europskim klupskim natjecanjima, već i rekorder među svim hrvatskim klubovima. U europskim utakmicama zabijao je brojnim velikanima kao što su Atalanta, Šahtar Donjeck, Tottenham Hotspur, Villarreal, West Ham United, Sevilla, Chelsea i Milan. U 14 natupa protiv klubova iz Lige petica, Oršić je 12 puta bio strijelac. Oršić je s hat-trickovima postignutima protiv Atalante i Tottenham Hotspura, jedini igrač u povijesti Dinama koji je postigao dva hat-tricka u europskim utakmicama. U jednom navratu uvršten je u najbolju momčad UEFA Europske lige.

## Klupska karijera

### Rana karijera
Svoju nogometnu karijeru Oršić je započeo u Trešnjevci. Potom je igrao za Kustošiju sve do 2008. kada je prešao u Inter Zaprešić za iznos od 90.000 kuna.

### Inter Zaprešić
Za Inter Zaprešić debitirao je 12. rujna 2009. u utakmici 1. HNL u kojoj je Inter izgubio od zagrebačkog Dinama s minimalnih 0:1. Svoja prva tri gola za kluba postigao je 13. svibnja 2010. kada je Inter u utakmici zadnjeg ligaškog kola pobijedio Lokomotivu Zagreb 4:2. Tim golovima osigurao je opstanak Intera u 1. HNL. Tada je imao samo 17 godina i 135 dana te je postao najmlađi strijelac prvenstvenog hat-tricka u 1. HNL.
Dana 22. rujna 2012. postigao je gol i dvije asistencije na ligaškoj utakmici protiv Zadra koji je poražen rezultatom 1:5. U veljači 2013. bio je meta talijanskog prvoligaša Torina. Postigao je dva pogotka u utakmici 1. HNL odigrane 22. veljače 2013. protiv Slavena Belupa koja je završila 2:2. Idući put kada je postigao dva gola u nekoj ligaškoj utakmici bilo je 28. ožujka kada je Inter igrao 2:2 s Lokomotivom. U utakmici domaćeg prvenstva odigranoj 27. travnja protiv Zadra koji je poražen rezultatom 1:2, Oršić je prvi put bio klupski kapetan te je postigao gol i asistenciju. S 12 postignutih pogodaka u sezoni 2012./13. 1. HNL-a, Oršić je bio najbolji strijelac kluba te je sa Zagrebovim Besartom Abdurahimijem dijelio četvrtu poziciji na ljestvici najboljih strijelaca 1. HNL 2012./13.
U srpnju 2013. engleski Crystal Palace ponudio je za Oršića Interu 850.000 funti, odnosno 975.000 eura. U kolovozu 2013. Oršić je trebao prijeći u Hajduk Split.
Za Inter je sveukupno u 90 ligaških susreta postigao 22 gola i 7 asistencija.

### Spezia
U rujnu 2013. prešao je u talijansku Speziju za nepoznati iznos. Za Speziju je debitirao tek 3. prosinca u utakmici Coppa Italije u kojoj je Spezia dobila Delfino iz Pescare 3:0. U talijanskoj drugoj ligi debitirao je 29. prosinca kada je Spezia od Latine izgubila rezultatom 1:4. Oršić je prvi put bio član početne postave Spezije u svojoj predzadnjoj utakmici za klub odigrane 2. svibnja 2014. protiv Reggine koju je Spezia dobila 2:1. Za Speziju je sveukupno odigrao devet utakmica u drugoj ligi te dvije u kupu, no nikada nije postigao niti jedan gol za klub, no postigao je dvije asistencije u ligi.

### Rijeka
Dana 25. lipnja 2014. Spezia je prodala Oršića Rijeci s kojom je idući dan potpisao ugovor na dvije godine s mogućnošću produljenja ugovora na još jednu godinu. Za Rijeku nikada nije nastupio, već je bio posuđen slovenskom Celju i južnokorejskom Jeonnam Dragonsu.

### Celje
Dana 31. kolovoza, na posljednji dan prijelaznog roka, Oršić je posuđen Celju u kojem je ostao do kraja prve polovice sezone. Za Celje je debitirao 13. rujna u utakmici 1. SNL protiv Gorice koja je završila 1:1. U Slovenskom nogometnom kupu ostvario je svoj debi tri dana kasnije kada je Zarica Kranj poražena 1:2. Svoj prvi gol i asistenciju za Celje postigao je 27. rujna u ligaškoj utakmici u kojoj je Celje pobijedilo Domžale 2:0. Za Celje je u 16 utakmica postigao dva gola i četiri asistencije.

### Jeonnam Dragons
Dana 1. siječnja 2015. Rijeka je posudila Oršiću južnokorejskom Jeonnam Dragonsu. U južnokorejskoj ligi, zvanoj K League Classic, Oršić je bio registriran kao „Orša” (korejski: 오르샤) jer su drugi igrači imali problema s izgovaranjem njegovog prezimena.
U ligi je debitirao 8. ožujka protiv Jeju Uniteda s kojim je Oršićev novi klub igrao 1:1. Prvu asistenciju za Jeonnam Dragons postigao je 26. travnja u ligaškoj utakmici u kojoj je Jeonbuk Hyundai Motors poražen 2:1. U svojoj debitantskoj utakmici u Korejskom nogometnom kupu odigranoj 13. svibnja protiv Suwon Samsung Bluewingsa, Oršić je postigao svoj prvi gol za klub. Deset dana kasnije u ligaškom susretu protiv Jeju Uniteda od kojeg je Jeonnam Dragons izgubio 3:2, Oršić je postigao asistenciju i svoj prvi pogodak u korejskoj ligi. U ligaškoj utakmici odigranoj 20. lipnja protiv Seoula, Oršić je postigao gol i asistenciju te je time sudjelovao u postizanju jedina dva gola na utakmici. Dana 12. srpnja ponovno je postigao gol i asistenciju, ovaj put protiv Daejeon Citizena koji je u ligaškom susretu poražen 2:3. Četrnaest dana kasnije postigao je dva gola i jednu asistenciju u ligaškoj utakmici u kojoj je Jeonnam Dragons pobijedio Jeju United 3:1. S Jeonnam Dragonsom ispao je u polufinalu Južnokorejskog nogometnog kupa 2015. U sezoni 2015. Oršić je za Jeonnam Dragons postigao devet golova i osam asistencija u 33 ligaške utakmice, kao i jedan gol u četiri utakmice kupa. U studenom 2015. Jeonnam Dragons aktivirao je klauzulu o otkupu Oršićevog ugovora za milijun američkih dolara.
U utakmici drugog kola sezone 2016., Oršić je 20. ožujka postigao svoj prvi gol i asistenciju te sezone i to protiv Suwon Samsung Bluewingsa s kojim je Jeonnam Dragons igrao 2:2. Postigao je dva gola u utakmici kupa odigranoj 11. svibnja protiv Gangwona koji je poražen 4:0. Dana 15. lipnja postigao je gol i asistenciju protiv Ulsan Hyundaija koji je poražen 3:1 u ligaškoj utakmici. U sezoni 2016. Oršić je za Jeonnam Dragons postigao pet golova i tri asistencije u 17 ligaških utakmica te dva gola u jednoj utakmici kupa.

### Changchun Yatai
U srpnju 2016. prešao je u Changchun Yatai za 1,3 milijuna eura. Za Changchun Yatai debitirao je 3. srpnja kada je njegov novi klub izgubio 3:0 od Shanghai Greenland Shenhue u utakmici Kineske Super Lige. Svoj prvi gol za klub postigao je 24. srpnja kada je Hebei China Fortune pobijedio Changchun Yatai 2:1. Svoj drugi, ujedno i posljednji gol za klub, postigao je 10. rujna u utakmici protiv Shandong Luneng Taishana koja je završila 1:1. Za Changchun Yatai upisao je dva pogotka u 14 nastupa.

### Ulsan Hyundai
U veljači 2017. prešao je u južnokorejski Ulsan Hyundai i to za 935 tisuća eura. Za Ulsan Hyundai debitirao je 21. veljače u utakmici grupne faze AFC Lige prvaka u kojoj je njegova nova momčad izgubila 2:0 od japanskog Kashima Antlersa. Tjedan dana kasnije postigao je svoja prva dva gola za klub u utakmici istog natjecanja u kojoj je Ulsan Hyundai pobijedio australski Brisbane Roar 6:0. U južnokorejskoj ligi debitirao je za Ulsan Hyundai 4. ožujka kada je Pohang Steelers poražen 2:1. Svoj prvi gol u tom natjecanju u dresu Ulsan Hyundaija postigao je 2. travnja protiv Gangwona koji je poražen 2:1. Sedamnaest dana kasnije ostvario je svoj kupski debi za klub i to protiv Chuncheona koji je izgubio susret 3:1.  Svoj prvi klupski gol i asistenciju u kupu postigao je 9. kolovoza kada je Ulsan Hyundai pobijedio klub Sangju Sangmu 3:1. Protiv istog je protivnika postigao dva gola 9. rujna kada je Ulsan Hyundai slavio s 4:2. Dana 19. studenog postigao je gol i asistenciju u ligaškom susretu koji je Gangwon izgubio 1:2.
Dana 29. studenog asistirao je za drugi gol Ulsana Hyundaija u prvoj finalnoj utakmici južnokorejskog nogometnog kupa protiv Busan IParka kojeg je Ulsan Hyundai dobio rezultatom 1:2. Uzvratna utakmica odigrana 3. prosinca završila je bez golova te je time Ulsan Hyundai osvojio južnokorejski kup, a Oršić svoj prvi trofej u karijeri.
Svoja prva dva gola i prvu asistenciju u sezoni 2018. postigao je 13. veljače 2018. kada je Ulsan Hyundai u AFC Ligi prvaka igrao 3:3 s Melbourne Victoryjem. Osam dana kasnije asistirao je za oba gola Ulsana Hyundai u utakmici istog natjecanju protiv japanskog kluba Kawasaki Frontale koja je završila 2:1. Dana 4. travnja ponovno je postigao dva gola protiv Melbourne Victoryja. Taj je put Ulsan Hyundai slavio s visokih 6:2. Četiri dana kasnije postigao je gol i asistenciju u ligaškoj utakmici protiv Gangwona koji je izgubio utakmicu 3:1.

### Dinamo Zagreb

#### Sezona 2018./19.
Dana 25. svibnja 2018. Oršić je postao novi igrač zagrebačkog Dinama i to za milijun eura. Odabrao je dres s brojem 99 jer je dres s brojem 9 nosio Dinamov igrač Mario Budimir.
Za novi je klub debitirao i postigao svoj prvi gol 24. srpnja u utakmici drugog kvalifikacijskog kola UEFA Lige prvaka 2018./19. u kojoj je izraelski Hapoel Be'er Sheva poražen s visokih 5:0. Za Dinamo je u 1. HNL debitirao 3. kolovoza kada je Dinamo pobijedio Istru 1961 3:0. Četrnaest dana kasnije na utakmici protiv Osijeka koja je završila 2:1, postigao je gol za 2:0, ujedno i svoj prvi ligaški gol u dresu Dinama. Tom je pobjedom Dinamo sjeo na vrhu ljestvice 1. HNL 2018./19. U UEFA Europskoj ligi debitirao je 20. rujna kada je Dinamo pobijedio Fenerbahçe 4:1. U Hrvatskom nogometnom kupu debitirao je 26. rujna kada je Sloga iz Mravinca poražena s minimalnih 0:1. Svoj prvi gol u UEFA Europskoj ligi postigao je 25. listopada kada je Spartak iz slovačkog grada Trnave poražen 1:2. Prvi gol u kupu za Dinamo postigao je 5. prosinca kada je u četvrtfinalnoj utakmici kupa postigao jedini gol protiv Slaven Belupa.
Dana 2. veljače 2019. Oršić je u utakmici 1. HNL-a protiv Rudeša koja je završila 7:2, postigao svoj prvi hat-trick za Dinamo. To mu je bio drugi hat-trick u karijeri, prvi je postigao 2010. u dresu zaprešićkog Intera protiv Lokomotive Zagreb. Ta tri gola postigao je u samo 7 minuta i 47 sekundi te je time oborio rekord za najbrži postignuti hat-trick u povijesti Dinama kojeg je do tada držao Igor Cvitanović koji je postigao tri gola u devet minuta utakmice 1. HNL 1995./96. protiv Hrvatskog dragovoljca koja je završila 6:0. Također, Oršićev hat-trick na utakmici protiv Rudeša tada je bio drugi najbrži hat-trick u povijesti 1. HNL. U tom trenutku rekord za najbrži postignuti hat-trick u 1. HNL držao je Davor Vugrinec koji je u šest minuta postigao tri gola za Zagreb u utakmici u kojoj je Osijek pobijedio 5:3. Zadnji put kada je Dinamo zabio sedam golova prije navedene utakmice protiv Rudeša bilo je 2011. kada je dobio Varaždin 7:0. Također, ovo je druga službena utakmica u povijesti Dinama u kojoj je Dinamo pobijedio sa 7:2. Prva je bila 20. svibnja 1964. kada je u polufinalu Kupu maršala Tita 1963./64. poražen beogradski Partizan.
Dana 17. veljače Oršić je postigao gol i asistenciju u ligaškoj utakmici protiv Slaven Belupa koja je završila 3:0. Četiri dana kasnije postigao je gol i asistenciju u uzvratnoj utakmici šesnaestine finala UEFA Europske lige 2018./19. u kojoj je češki klub Viktoria Plzeň poražen 3:0. Akcijom Bruna Petkovića i Danija Olma kojom je Oršić postigao gol za 1:0, UEFA je proglasila potezom dana. Prvu utakmicu Dinamo je izgubio 2:1 tako da je ovom pobjedom izborio osminu finalu natjecanja. Dana 13. travnja Oršić je postigao gol i asistenciju u ligaškoj utakmici u kojoj je Istra 1961 poražena rezultatom 0:4. Postigao je gol u finalu kupa u kojem je Dinamo izgubio od Rijeke 1:3. U sezoni 2018./19. postigao je 13 golova i 7 asistencija u 44 utakmica.

#### Sezona 2019./20.
Sezonu 2019./20. započeo je pogotkom u utakmici prvog kola 1. HNL 2019./20. odigrane 19. srpnja 2019. protiv Lokomotive Zagreb koja je poražena 3:0. Četiri dana kasnije postigao je gol i asistenciju u utakmici prvog kvalifikacijskog kola UEFA Lige prvaka 2019./20. te je tako sudjelovao u postizanju oba gola na utakmici protiv Saburtala iz Tbilisija.
U UEFA Ligi prvaka debitirao je 18. rujna te je pritom postigao svoj prvi hat-trick u tom natjecanju i to protiv Atalante, treće najbolje talijanske momčadi, koja je poražena 4:0. Postigavši hat-trick, Oršić je postao peti Hrvat koji je zabio hat-trick na nekoj utakmici UEFA Lige prvaka, poslije Dade Prše, Ivana Klasnića, Ivice Olića i Marija Mandžukića. Tom je pobjedom Dinamo ostvario svoju prvu pobjedu u UEFA Ligi prvaka od 16. rujna 2015. kada je pobijedio Arsenal 2:1. Taj poraz bio je drugi najteži Atalantin u zadnjih pet godina. Mislav Oršić bio je među četiri igrača koji su bili kandidati za najboljeg igrača prvog kola UEFA Lige prvaka, a ostali su bili: Ángel Di María, Erling Haaland i Marc-André ter Stegen. Nagradu je na kraju osvojio Erling Haaland. Oršić je s klupskim suigračem Marinom Leovcem koji je postigao prvi gol na utakmici protiv Atalante, uvršten u najbolju momčad prvog kola UEFA Lige prvaka 2019./20.
Dana 18. listopada, točno mjesec dana od utakmice protiv Atalante, Oršić je ponovno postigao hat-trick, ovaj put u ligaškoj utakmici u kojoj je Gorica poražena 2:4. Četiri dana kasnije postigao je gol i asistenciju u utakmici UEFA Lige prvaka protiv Šahtara iz Donjecka koja je završila 2:2. U ligaškoj utakmici odigranoj 10. studenog u kojoj je Rijeka poražena s visokih 5:0, Oršić je ponovno postigao hat-trick za Dinamo. Postigao je gol i asistenciju 30. studenog kada je Istra 1961 u utakmici 1. HNL poražena 1:2. Oršić je 29. veljače 2020. postigao jedan gol i dvije asistencije u ligaškoj utakmici protiv Rijeke koja je završila 4:0.

#### Sezona 2020./21.
Oršić je postigao gol i asistenciju 16. kolovoza 2020. u utakmici prvog kola 1. HNL 2020./21. u kojoj je Lokomotiva Zagreb poražena s visokih 6:0. Dana 12. rujna postigao je gol i asistenciju protiv Hajduka Split koji je izgubio ligaški susret rezultatom 1:2. Dva gola postigao je 4. listopada kada je Dinamo u ligi igrao 1:2 s Varaždinom. U posljednjoj utakmici UEFA Europske lige 2020./21. odigrane 10. prosinca 2021. protiv CSKA Moskve koju je Dinamo dobio 3:1, Oršić je postigao jedan gol. Također, nastup na ovoj utakmici bio je Oršićev 37. uzastopni u europskim natjecanjima, a da nije dobio karton. Time je Oršić oborio klupski rekord za najviše uzastopnih nastupa u europskim natjecanjima bez dobivanje kartona, koji je prethodno držao Tomislav Butina.
Dva gola ponovno je postigao 27. siječnja 2021. i to u ligaškoj utakmici protiv Hajduka Split koja je završila 3:1. Dana 5. veljače Oršić je potpisao novi višegodišnji ugovor s Dinamom. Dana 18. ožujka postigao je dvije asistencije u utakmici šesnaestine finala UEFA Europske lige 2020./21. u kojoj je ruski Krasnodar poražen rezultatom 2:3. Na uzvratnoj utakmici odigranoj sedam dana kasnije Oršić je postigao jedini gol na utakmici. Postigao je gol i asistenciju 7. ožujka u ligaškoj utakmici protiv Rijeke te je tako sudjelovao u postizanju jedina dva pogotka na utakmici. Četiri dana poslije Oršić je igrao u utakmici osmine finala UEFA Europske lige 2020./21. u kojoj je Dinamo izgubio 0:2 od Tottenhama kojeg je vodio José Mourinho. U ligaškoj utakmici odigranoj 14. ožujka protiv Varaždina kojeg je Dinamo dobio 5:0, Oršić je postigao dva gola i dvije asistencije. Na toj utakmici postigao je svoj 50. gol u dresu Dinama.
Dana 18. ožujka, četiri dana poslije utakmice s Varaždinom, Dinamo je igrao uzvratnu utakmicu osmine finale UEFA Europske lige 2020./21. protiv Tottenhama od kojeg je u prvoj utakmici izgubio 0:2. U 62. minuti susreta Oršić je na asistenciju Lovre Majera postigao gol za 1:0. 21 minutu kasnije lopta je od Brune Petkovića preko Arijana Ademija došla do Iyayija Believea Atiemwena na desnom krilu. Atiemwen se probio u šesnaesterac i potom s preciznošću uputio loptu po zemlji na deset metara gdje je utrčao Oršić i zabio po sredini gola za 2:0. Utakmica je tako odvedena u produžetke pošto je rezultat na Maksimiru bio jednakom onome u Londonu prije tjedan dana. U 106. minuti susreta Oršić je sjurio između trojice igrača Tottenhama te je s ruba šesnaesterca zabio gol Hugu Llorisu za konačnih 3:0.
Postigavši taj hat-trick, Oršić je postao prvi igrač u klupskoj povijesti koji je postigao dva hat-tricka u europskim utakmicama (svoj prvi je postigao sezonu ranije protiv Atalante). Broj golova koje je postigao Oršić u europskim utakmicama na toj je utakmici narastao s 14 na 17. Time je Oršić postao najbolji strijelac Dinama u europskim utakmicama. Prethodno su taj rekord držale klupske legende Igor Cvitanović i Slaven Zambata od kojih je svaki od njih postigao 15 golova. Prije ove utakmice Miljenko Mumlek i Zlatko Vujović držali su rekord za broj postignutih europskih pogodaka u dresu nekog hrvatskog kluba. Mumlek je zabio 16 golova dok je bio igrač varaždinskog Varteksa, a Vujović isto toliko dok je bio igrač Hajduka. Oršić je postao tek drugi igrač u povijesti koji je zabio Tottenhama hat-trick u nekoj europskoj utakmici. Prvi koji je to postigao bio je Bayernov Serge Gnabry koji je hat-trick postigao sezonu ranije.
UEFA je u najboljih 11 tog kola UEFA Europske lige uvrstila tri Dinamova igrača: Dominika Livakovića, Kévina Théophile-Catherinea i Mislava Oršića. Također, Oršića je UEFA proglasila najboljim igračem kola.
Dinamo je pobjedom protiv Tottenhama izborio četvrtfinale UEFA Europske lige 2020./21., prvo četvrtfinale u nekom europskom klupskom natjecanju nakon pola stoljeća. Dinamova pobjeda nad Tottenhamom izabrana je za drugu najbolju utakmicu te sezone UEFA Europske lige.
U četvrtfinalu Dinamo je igrao s Villarrealom. Na Maksimiru je Dinamo 8. travnja izgubio 0:1, a u uzvratnoj utakmici odigranoj sedam dana kasnije 2:1. Oršić je bio jedini Dinamov strijelac na tim utakmicama.
U finalnoj utakmici Hrvatskog nogometnog kupa odigranoj 19. svibnja, Dinamo je pobijedio Istru 1961 6:3, a Oršić je pritom dva puta bio strijelac.
UEFA je Oršića i njegovog klupskog suigrača Livakovića uvrstila u najbolju momčad UEFA Europske lige 2020./21.

#### Sezona 2021./22.
Oršić je postigao jednu asistenciju i izborio jedan kazneni udarac 30. rujna 2021. u utakmici UEFA Europske lige 2021./22. odigrane protiv Genka koji je poražen 0:3. Postigao je gol iz kornera u utakmici osmine finala Hrvatskog nogometnog kupa odigrane 27. listopada protiv drugoligaškog kluba Bijelo Brdo koji je izgubio susret 2:3. Dana 9. prosinca Oršić je u utakmici posljednjeg kola grupne faze UEFA Europske lige 2021./22. odigrane protiv West Ham Uniteda postigao jedini pogodak na susretu. Tom je pobjedom Dinamo osvojio drugo mjesto u skupini te se tako plasirao u doigravanju za osminu finala. Oršićev pogodak UEFA je proglasila najboljim pogotkom tog kola. Tri dana poslije utakmice s West Ham Unitedom, 12. prosinca, Oršić je postigao dva gola u ligaškom susretu protiv Slaven Belupa koji je završio 3:0. Dana 19. prosinca Oršić je asistirao za jedina dva pogotka na ligaškoj utakmici protiv Hrvatskog dragovoljca.
U siječnju 2022. premierligaški klub Burnley pokušao je od Dinama kupiti Oršića. Oršić je htio prijeći u Burnley, no čelnici maksimirskog kluba odbili su ponudu od 8 do 9 milijuna eura zbog načina plaćanja, iako su bili zadovoljni iznosom ponude. Također, jedan od razloga zašto je Dinamo odbio ponudu bio je nedostatak adekvatne zamjene za Oršića. Burnley je htio platiti Dinamu u što više rata, dok je Dinamo tražio da Burnley odmah plati kompletni iznos. Zatim je Dinamo odbio ponudu od 10 milijuna eura. Potom je predsjednik Burnleyja došao u Zagreb kako bi pregovarao s čelnicima Dinama, no bez uspjeha. Oršić je na kraju ostao u Dinamu.
Dana 1. veljače Oršić je potpisao novi ugovor s Dinamom koji vrijedi do ljeta 2026. Pet dana kasnije Oršić je dvaput bio strijelac u ligaškom susretu protiv Istre 1961 koji je završio 1:2. Oršić je 17. veljače postigao jedan gol u utakmici doigravanja za osminu finalu protiv Seville od koje je Dinamo izgubio 3:1. Sedam dana kasnije Oršić je iz penala postigao jedini gol u uzvratnoj utakmici. Dana 15. travnja Oršić je postigao dva gola i jednu asistenciju u ligaškoj utakmici protiv Istre 1961 koja je poražena 3:0.

#### Sezona 2022./23.
Dana 23. srpnja 2022. postigao je gol i asistenciju u utakmici HNL (do početka sezone liga se zvala 1. HNL) odigrane protiv Slaven Belupa koji je poražen 1:5. Šest dana kasnije postigao je gol i asistenciju u ligaškoj utakmici protiv Istre 1961 koja je završila 4:1.
Na uzvratnoj utakmici trećeg kvalifikacijskog kola UEFA Lige prvaka 2022./23. odigranoj 8. kolovoza protiv bugarskog kluba Ludogorec Razgrad kojeg je Dinamo dobio 4:2, Oršić je postigao dva pogotka od kojih je drugi iz penala. Taj pogodak bio je Oršićev 25. u svim europskim klupskim natjecanjima. Kasnije tijekom te utakmice Dinamu je bio dosuđen još jedan penal. Umjesto da izvede penal i tako postigne hat-trick, Oršić je prepustio izvođenje penala klupskom suigraču Bruni Petkoviću koji je zabio za konačnih 4:2.
Dana 20. kolovoza Oršić je u ligaškoj utakmici protiv Osijeka koja je završila 5:2 postigao jedan pogodak i ostvario svoj 200. službeni nastup za Dinamo Zagreb. Dana 2. rujna Oršić je postigao jedan pogodak i dvije asistencije u ligaškoj utakmici protiv Rijeke koja je završila 3:1. Četiri dana kasnije, nakon što je pretrčao 50-ak metara u kontri, Oršić je postigao jedini pogodak na utakmici grupne faze UEFA Lige prvaka 2022./23. odigrane protiv Chelseaja. Idući dan, Chelseajev menadžer Thomas Tuchel koji je dvije sezone ranije osvojio UEFA Ligu prvaka 2020./21. s Chelseajem, dobio je otkaz. Dana 14. rujna, osam dana nakon utakmice s Chelseajem, Oršić je postigao gol u utakmici UEFA Lige prvaka u kojoj je Dinamo izgubio 3:1 od Milana. Dana 13. studenoga postigao je dva gola i assitenciju u ligaškoj utakmici protiv Rijeke koja je poražena s visokih 2:7. To je bila njegova posljedna utakmica u dresu Dinama. Za Dinamo je sveukupno zabio 91 gol u 216 utakmica.

### Southampton
Početkom siječnja Southampton, posljednja momčad engleske Premier lige, prvotno je Dinamu za Oršića ponudila pet milijuna eura na rate, no Dinamo je odbio tu ponudu. Dinamo je na kraju prihvatio Southamptonovu drugu ponudu od šest milijuna koji s bonusima mogu narasti na osam milijuna eura. To je tada bio najveći iznos za koji je Dinamo prodao nekog svojeg igrača, a da je imao 30 ili više godina. Godinu dana ranije Dinamo je odbio ponudu Burnleyja od 10 milijuna eura za Oršića. Oršić je potom bio nagrađen novim ugovorom s godišnjom plaćom od 1,2 milijuna eura te mu je obećano da će ga prilikom iduće ponude pustiti u bilo koji klub, ako ponuda bude biti zadovoljavajuća za klub. Prodavši Oršića, Dinamo je uštedio 3,5 milijuna eura na njegovim plaćama za posljednje tri godine ugovora.
Dana 6. siječnja 2023. Oršić je potpisao ugovor sa Southamptonom na dvije i pol godine. Time je postao 28. Hrvat u povijesti Premier lige. Oršić je za Southampton debitirao 11. siječnja 2023. ušavši u 83. minuti četvrtfinalne utakmice Engleskog Liga kupa u kojoj je Manchester City poražen 2:0. U Premier ligi je debitirao 21. siječnja kada je ušao kao zamjena u 84. minuti utakmice protiv Aston Ville od koje je Southampton izgubio 0:1. Sedam dana kasnije debitirao je u FA kupu i to protiv drugoligaša Blackpoola koji je ispao iz natjecanja izgubivši 2:1. Oršić je za Southampton odigrao sveukupno 5 utakmica: 1 u Premier ligi (6 minuta) i po dvije u FA kupu i Engleskom Liga kupu. Southampton je na kraju sezone ispao iz Premier lige u Championship.

### Trabzonspor
Dana 30. lipnja 2023. Oršić je prešao iz Southamptona u turski Trabzonspor za iznos od 4 milijuna eura, uključujući bonuse. Tadašnji trener Trabzonspora bio je Nenad Bjelica. On je prethodno bio trener zagrebačkog Dinama tijekom dijela razdoblja u kojem je Oršić bio igrač Dinama. Oršić je iskazao da je Bjelica bio glavni razlog njegovog dolaska u Trabzonspor. Oršić je tijekom srpnja na pripremama zadobio ozljedu zbog koje nije mogao igrati sve do ožujka. Bjelica je u međuvremenu dobio otkaz u listopadu. Za Trabzonspor je debitirao 3. travnja 2024. ušavši s klupe u drugoj minute sudačke nadoknade na utakmici Süper Liga protiv Konyaspora koji je poražen 1:3. To je bio njegov prvi službeni nastup nakon 399 dana kada je još uvijek igrao za Southampton. Asistirao je 25. srpnja u utakmici 2. kvalifikacijskog kola UEFA Europske lige 2024./25. protiv slovačkog Ružomberoka koja je završila 0:2. Trener Trabzonspora izbacio ga je iz prve momčadi tijekom studenog 2024. S Trabzonsporom je idući mjesec raskinuo ugovor. Oršić je za Trabzonspor odigrao svega 402 minute u 16 utakmica i pritom postigao jednu asistenciju.

### Pafos
Oršić je 22. siječnja 2025. potpisao ugovor s ciparskim prvoligaškim klubom Pafos. Debitirao je osam dana kasnije u četvrtfinalnoj utakmici kupa u kojoj je APOEL eliminiran s 5:4 na penale nakon što je rezultat bio 1:1. U ligi je debitirao 3. veljače protiv kluba PAC Omonia 29M koji je poražen s 2:1. Prvi gol za Pafos postigao je 13. veljače u svom klupskom debiju u UEFA Konferencijskoj ligi. Tada je Pafos igrao 1:1 s AC Omonijom. Dvaput je bio strijelac 30. travnja u prvom polufinalnom susretu kupa odigranom protiv kluba Apollon Limassol kojeg je Pafos pobijedio s 4:2. To je bila prva utakmica u kojoj je Oršić postigao dva pogotka od od 13. studenog 2022. kada je Rijeka izgubila 2:7 od zagrebačkog Dinama. S Pafosom je osvojio prvenstvo, prvo u klupskoj povijesti, 4. svibnja kada je bio strijelac protiv kluba Aris Limassol koji je dobiven 4:0.

## Reprezentativna karijera
Tijekom svoje omladinske karijere nastupao je za sve selekcije Hrvatske od 18 do 21 godine.
Poziv u A selekciju hrvatske nogometne reprezentacije Oršić je prvi put dobio 19. kolovoza 2019. od izbornika Zlatka Dalića za utakmice kvalifikacija za Europsko prvenstvo 2020. protiv Slovačke i Azerbajdžana. Protiv potonjeg protivnika je i debitirao 9. rujna kada je Hrvatska igrala 1:1 u Bakuu. Tada je zamijenio Antu Rebića u 86 minuti susreta.
Dana 17. svibnja 2021. Zlatko Dalić objavio je popis koji sadrži imena 26 igrača za odgođeno Europsko prvenstvo 2020. Među tim igračima bio je i Oršić. Na tom natjecanju nije nastupao na niti jednoj utakmici grupne faze, već je jedino odigrao utakmicu osmine finala protiv Španjolske. Na toj je utakmici zamijenio Rebića u 67. minuti kada je Hrvatska gubila 3:1. U 85. minuti postigao je svoj prvi gol za reprezentaciju, a u drugoj minuti sudačke nadoknade asistirao je Mariju Pašaliću za 3:3. Španjolska je u produžetcima pobijedila Hrvatsku 5:3.
Dana 9. studenoga 2022. Zlatko Dalić uvrstio je Oršića na popis igrača za Svjetsko prvenstvo 2022. Na tom je Svjetskom prvenstvu 27. studenoga Oršić asistirao Lovri Majeru za konačnih 4:1 protiv Kanade. Dana 8. prosinca, dan prije četvrtfinalne utakmice protiv Brazila, Oršića je uhvatila lagana viroza. Na utakmici protiv Brazila, ušao je u 114. minuti, a tri minute kasnije asistirao je Bruni Petkoviću za konačnih 1:1 te time odveo utakmicu na penale. Oršić je uspješno realizirao četvrti penal, dok je Marquinhos promašio posljedni penal. Hrvatska je izbacila Brazil 4:2 na penale. Postigao je gol za konačnih 2:1 u utakmici za treće mjesto protiv Maroka.

## Statistika

### Klupska statistika
Zadnji put ažurirano 4. svibnja 2025.
| Klub                      | Sezona               | Liga                      | Liga    | Liga   | Nacionalni kup | Nacionalni kup | Liga kup | Liga kup | Superkup | Superkup | Kontinentalno | Kontinentalno | Sveukupno | Sveukupno |
| Klub                      | Sezona               | Liga                      | Nastupi | Golovi | Nastupi        | Golovi         | Nastupi  | Golovi   | Nastupi  | Golovi   | Nastupi       | Golovi        | Nastupi   | Golovi    |
| ------------------------- | -------------------- | ------------------------- | ------- | ------ | -------------- | -------------- | -------- | -------- | -------- | -------- | ------------- | ------------- | --------- | --------- |
| Inter Zaprešić            | 2009./10.            | 1. HNL                    | 8       | 3      | 1              | 0              | –        | –        | –        | –        | –             | –             | 9         | 3         |
| Inter Zaprešić            | 2010./11.            | 1. HNL                    | 25      | 3      | 1              | 0              | –        | –        | –        | –        | –             | –             | 26        | 3         |
| Inter Zaprešić            | 2011./12.            | 1. HNL                    | 24      | 4      | 2              | 0              | –        | –        | –        | –        | –             | –             | 26        | 4         |
| Inter Zaprešić            | 2012./13.            | 1. HNL                    | 33      | 12     | 1              | 0              | –        | –        | –        | –        | –             | –             | 34        | 12        |
| Inter Zaprešić            | Sveukupno            | Sveukupno                 | 90      | 22     | 5              | 0              | –        | –        | –        | –        | –             | –             | 95        | 22        |
| Spezia                    | 2013./14.            | Serie B                   | 9       | 0      | 2              | 0              | –        | –        | –        | –        | –             | –             | 11        | 0         |
| Rijeka                    | 2014./15.            | 1. HNL                    | –       | –      | –              | –              | –        | –        | –        | –        | –             | –             | –         | –         |
| Celje (posudba)           | 2014./15.            | 1. SNL                    | 13      | 2      | 3              | 0              | –        | –        | –        | –        | –             | –             | 16        | 2         |
| Jeonnam Dragons (posudba) | 2015.                | K League Classic          | 33      | 9      | 4              | 1              | –        | –        | –        | –        | –             | –             | 37        | 10        |
| Jeonnam Dragons           | 2016.                | K League Classic          | 17      | 5      | 1              | 2              | –        | –        | –        | –        | –             | –             | 18        | 7         |
| Changchun Yatai           | 2016.                | Kineska Super Liga        | 14      | 2      | –              | –              | –        | –        | –        | –        | –             | –             | 14        | 2         |
| Ulsan Hyundai             | 2017.                | K League Classic          | 38      | 10     | 6              | 1              | –        | –        | –        | –        | 5             | 2             | 49        | 13        |
| Ulsan Hyundai             | 2018.                | K League 1 (preimenovano) | 14      | 4      | 0              | 0              | –        | –        | –        | –        | 7             | 4             | 21        | 8         |
| Ulsan Hyundai             | Sveukupno            | Sveukupno                 | 52      | 14     | 6              | 1              | –        | –        | –        | –        | 12            | 6             | 70        | 21        |
| Dinamo Zagreb             | 2018./19.            | 1. HNL                    | 24      | 6      | 4              | 2              | –        | –        | –        | –        | 16            | 5             | 44        | 13        |
| Dinamo Zagreb             | 2019./20.            | 1. HNL                    | 28      | 13     | 2              | 1              | –        | –        | 1        | 0        | 12            | 7             | 43        | 21        |
| Dinamo Zagreb             | 2020./21.            | 1. HNL                    | 32      | 16     | 4              | 2              | –        | –        | –        | –        | 15            | 6             | 51        | 24        |
| Dinamo Zagreb             | 2021./22.            | 1. HNL                    | 33      | 14     | 2              | 1              | –        | –        | –        | –        | 15            | 5             | 50        | 20        |
| Dinamo Zagreb             | 2022./23.            | HNL (preimenovano)        | 15      | 8      | 0              | 0              | –        | –        | 1        | 0        | 12            | 5             | 28        | 13        |
| Dinamo Zagreb             | Sveukupno            | Sveukupno                 | 132     | 57     | 12             | 6              | –        | –        | 2        | 0        | 70            | 28            | 216       | 91        |
| Southampton               | 2022./23.            | Premier liga              | 1       | 0      | 2              | 0              | 2        | 0        | –        | –        | –             | –             | 5         | 0         |
| Trabzonspor               | 2023./24.            | Süper Lig                 | 6       | 0      | 2              | 0              | –        | –        | –        | –        | –             | –             | 8         | 0         |
| Trabzonspor               | 2024./25.            | Süper Lig                 | 5       | 0      | 0              | 0              | –        | –        | –        | –        | 3             | 0             | 8         | 0         |
| Trabzonspor               | Sveukupno            | Sveukupno                 | 11      | 0      | 2              | 0              | –        | –        | –        | –        | 3             | 0             | 16        | 0         |
| Pafos                     | 2024./25.            | Ciparska prva divizija    | 9       | 1      | 2              | 2              | –        | –        | –        | –        | 4             | 1             | 15        | 4         |
| Sveukupno u karijeri      | Sveukupno u karijeri | Sveukupno u karijeri      | 381     | 112    | 39             | 12             | 2        | 0        | 2        | 0        | 89            | 35            | 513       | 159       |

#### Pogodci za Dinamo Zagreb u europskim klupskim natjecanjima
| #   | Datum               | Mjesto                                             | Protivnik          | Pogodak | Rezultat | Natjecanje                                              |
| --- | ------------------- | -------------------------------------------------- | ------------------ | ------- | -------- | ------------------------------------------------------- |
| 1.  | 24. srpnja 2018.    | Stadion Maksimir, Zagreb, Hrvatska                 | Hapoel Be'er Sheva | 2:0     | 5:0      | Drugo kvalifikacijsko kolo UEFA Lige prvaka 2018./19.   |
| 2.  | 22. kolovoza 2018.  | Stade de Suisse, Bern, Švicarska                   | Young Boys         | 1:1     | 1:1      | Doigravanje UEFA Lige prvaka 2018./19.                  |
| 3.  | 25. listopada 2018. | Štadión Antona Malatinského, Trnava, Slovačka      | Spartak Trnava     | 1:2     | 1:2      | Grupna faza UEFA Europske lige 2018./19.                |
| 4.  | 8. studenog 2018.   | Stadion Maksimir, Zagreb, Hrvatska                 | Spartak Trnava     | 3:1     | 3:1      | Grupna faza UEFA Europske lige 2018./19.                |
| 5.  | 21. veljače 2019.   | Stadion Maksimir, Zagreb, Hrvatska                 | Viktoria Plzeň     | 1:0     | 3:0      | Šesnaestina finala UEFA Europske lige 2018./19.         |
| 6.  | 23. srpnja 2019.    | Stadion Mihail Meshi, Zagreb, Hrvatska             | Saburtalo Tbilisi  | 0:1     | 0:2      | Drugo kvalifikacijsko kolo UEFA Lige prvaka 2019./20.   |
| 7.  | 30. srpnja 2019.    | Stadion Maksimir, Zagreb, Hrvatska                 | Saburtalo Tbilisi  | 1:0     | 3:0      | Drugo kvalifikacijsko kolo UEFA Lige prvaka 2019./20.   |
| 8.  | 21. kolovoza 2019.  | Stadion Maksimir, Zagreb, Hrvatska                 | Rosenborg          | 2:0     | 2:0      | Doigravanje UEFA Lige prvaka 2019./20.                  |
| 9.  | 18. rujna 2019.     | Stadion Maksimir, Zagreb, Hrvatska                 | Atalanta           | 2:0     | 4:0      | Grupna faza UEFA Lige prvaka 2019./20.                  |
| 10. | 18. rujna 2019.     | Stadion Maksimir, Zagreb, Hrvatska                 | Atalanta           | 3:0     | 4:0      | Grupna faza UEFA Lige prvaka 2019./20.                  |
| 11. | 18. rujna 2019.     | Stadion Maksimir, Zagreb, Hrvatska                 | Atalanta           | 4:0     | 4:0      | Grupna faza UEFA Lige prvaka 2019./20.                  |
| 12. | 22. listopada 2019. | Stadion Metalist, Harkov, Ukrajina                 | Šahtar Donjeck     | 1:2     | 2:2      | Grupna faza UEFA Lige prvaka 2019./20.                  |
| 13. | 10. prosinca 2020.  | Stadion Maksimir, Zagreb, Hrvatska                 | CSKA Moskva        | 2:0     | 3:1      | Grupna faza UEFA Europske lige 2020./21.                |
| 14. | 25. veljače 2021.   | Stadion Maksimir, Zagreb, Hrvatska                 | Krasnodar          | 1:0     | 1:0      | Šesnaestina finala UEFA Europske lige 2020./21.         |
| 15. | 18. ožujka 2021.    | Stadion Maksimir, Zagreb, Hrvatska                 | Tottenham Hotspur  | 1:0     | 3:0      | Osmina finala UEFA Europske lige 2020./21.              |
| 16. | 18. ožujka 2021.    | Stadion Maksimir, Zagreb, Hrvatska                 | Tottenham Hotspur  | 2:0     | 3:0      | Osmina finala UEFA Europske lige 2020./21.              |
| 17. | 18. ožujka 2021.    | Stadion Maksimir, Zagreb, Hrvatska                 | Tottenham Hotspur  | 3:0     | 3:0      | Osmina finala UEFA Europske lige 2020./21.              |
| 18. | 15. travnja 2021.   | Estadio de la Cerámica, Villarreal, Španjolska     | Villarreal         | 2:1     | 2:1      | Četvrtfinale UEFA Europske lige 2020./21.               |
| 19. | 13. srpnja 2021.    | Hlíðarendi, Reykjavik, Island                      | Valur              | 0:2     | 0:2      | Prvo kvalifikacijsko kolo UEFA Lige prvaka 2021./22.    |
| 20. | 21. listopada 2021. | Allianz Stadion, Beč, Austrija                     | Rapid Beč          | 1:1     | 2:1      | Grupna faza UEFA Europske lige 2021./22.                |
| 21. | 9. prosinca 2021.   | London Stadium, London, Engleska                   | West Ham United    | 0:1     | 0:1      | Grupna faza UEFA Europske lige 2021./22.                |
| 22. | 17. veljače 2022.   | Estadio Ramón Sánchez Pizjuán, Sevilla, Španjolska | Sevilla            | 1:1     | 3:1      | Doigravanje za završni dio UEFA Europske lige 2021./22. |
| 23. | 24. veljače 2022.   | Stadion Maksimir, Zagreb, Hrvatska                 | Sevilla            | 1:0     | 1:0      | Doigravanje za završni dio UEFA Europske lige 2021./22. |
| 24. | 9. kolovoza 2022.   | Stadion Maksimir, Zagreb, Hrvatska                 | Ludogorec Razgrad  | 2:0     | 4:2      | Treće kvalifikacijsko kolo UEFA Lige prvaka 2022./23.   |
| 25. | 9. kolovoza 2022.   | Stadion Maksimir, Zagreb, Hrvatska                 | Ludogorec Razgrad  | 3:0     | 4:2      | Treće kvalifikacijsko kolo UEFA Lige prvaka 2022./23.   |
| 26. | 24. kolovoza 2022.  | Stadion Maksimir, Zagreb, Hrvatska                 | Bodø/Glimt         | 1:0     | 4:1      | Doigravanje UEFA Lige prvaka 2022./23.                  |
| 27. | 6. rujna 2022.      | Stadion Maksimir, Zagreb, Hrvatska                 | Chelsea            | 1:0     | 1:0      | Grupna faza UEFA Lige prvaka 2022./23.                  |
| 28. | 14. rujna 2022.     | San Siro, Milano, Italija                          | Milan              | 2:1     | 3:1      | Grupna faza UEFA Lige prvaka 2022./23.                  |

### Reprezentativna statistika
Zadnji put ažurirano 17. prosinca 2022.
| Reprezentacija | Godina    | Odigrane utakmice | Golovi |
| -------------- | --------- | ----------------- | ------ |
| Hrvatska do 18 | 2010.     | 1                 | 0      |
| Sveukupno      | Sveukupno | 1                 | 0      |
| Reprezentacija | Godina    | Odigrane utakmice | Golovi |
| Hrvatska do 19 | 2010.     | 3                 | 0      |
| Hrvatska do 19 | 2011.     | 1                 | 0      |
| Sveukupno      | Sveukupno | 4                 | 0      |
| Hrvatska do 20 | 2011.     | 2                 | 0      |
| Hrvatska do 20 | 2012.     | 5                 | 1      |
| Hrvatska do 20 | 2013.     | 2                 | 0      |
| Sveukupno      | Sveukupno | 9                 | 1      |
| Hrvatska do 21 | 2013.     | 4                 | 1      |
| Sveukupno      | Sveukupno | 4                 | 1      |
| Hrvatska0      | 2019.     | 3                 | 0      |
| Hrvatska0      | 2020.     | 2                 | 0      |
| Hrvatska0      | 2021.     | 9                 | 1      |
| Hrvatska0      | 2022.     | 13                | 1      |
| Sveukupno      | Sveukupno | 27                | 2      |
| Sveukupno      | Sveukupno | 45                | 4      |

#### Pogodci za reprezentaciju
| #  | Datum              | Mjesto                                        | Nastup | Protivnik  | Pogodak | Rezultat | Natjecanje                                         |
| -- | ------------------ | --------------------------------------------- | ------ | ---------- | ------- | -------- | -------------------------------------------------- |
| 1. | 28. lipnja 2021.   | Stadion Parken, Kopenhagen, Danska            | 10.    | Španjolska | 2:3     | 3:5      | Europsko prvenstvo 2020.                           |
| 2. | 17. prosinca 2022. | Međunarodni stadion Khalifa, Al Rayyan, Katar | 27.    | Maroko     | 2:1     | 2:1      | Utakmica za treće mjesto Svjetskog prvenstva 2022. |

## Priznanja

### Individualna
- Član momčadi kola UEFA Lige prvaka: UEFA Lige prvaka 2019./20. (1. kolo grupne faze)[74]
- Član momčadi kola UEFA Europske lige: 2020./21. (uzvratno kolo osmine finala)[113]
- Igrač kola UEFA Europske lige: 2020./21. (uzvratno kolo osmine finala)[114][115]
- Član momčadi sezone UEFA Europske lige: 2020./21.[125][126][127][128]
- Gol kola UEFA Europske lige: 2021./22. (6. kolo)[137][138][139]
- Drugi najbolji gol grupne faze UEFA Europske lige: 2021./22.[223][224]
- Trofej nogometaš – Član najbolje momčadi 1. HNL: 2020./21.,[225] 2021./22.[226]
- 2024. Odlukom predsjednik Republike Hrvatske Zorana Milanovića odlikovan je Redom Danice hrvatske s likom Franje Bučara: "Za izniman uspjeh hrvatske nogometne reprezentacije, doprinos sportu i međunarodnom ugledu Republike Hrvatske te osvajanju 3. mjesta na 22. Svjetskom nogometnom prvenstvu u Državi Katru" [227]

### Klupska
Ulsan Hyundai
- Južnokorejski nogometni kup (1): 2017.

Dinamo Zagreb
- 1. HNL/HNL (5): 2018./19., 2019./20., 2020./21., 2021./22., 2022./23.
- Hrvatski nogometni kup (1): 2020./21.
- Hrvatski nogometni superkup (2): 2019., 2022.

Pafos
- Ciparska prva divizija (1): 2024./25.

### Reprezentativna
Hrvatsk
- Svjetsko prvenstvo: 2022. (3. mjesto)[228]

## Zanimljivosti
- Dio glavne tribine stadiona Kustošije nosi ime po Mislavu Oršiću.[229][230]
- Oršićev najdraži postignuti gol je njegov treći na uzvratnoj utakmici osmine finala UEFA Europske lige 2020./21. odigrane 18. ožujka 2021. protiv Tottenhama kojeg je Dinamo na Maksimiru dobio 3:0.[231]

## Vanjske poveznice
- Profil, Dinamo Zagreb
- Profil, Hrvatski nogometni savez
- Profil, Soccerway (engl.)
- Profil, Transfermarkt (engl.)